# Menkes-Syndrom
Das Menkes-Syndrom, auch die Menkes-Krankheit genannt, ist eine seltene angeborene Stoffwechselstörung, die auf einer Kupferstoffwechselstörung beruht. Benannt wurde sie nach ihrem Erstbeschreiber John Hans Menkes (1928–2008).
Sie wird X-chromosomal-rezessiv vererbt. Auch mit einer früh einsetzenden Behandlung ist die Lebenserwartung in vielen Fällen deutlich verkürzt. Unbehandelt versterben die meisten Patienten innerhalb der ersten drei Lebensjahre.

## Die Bedeutung von Kupfer für den menschlichen Organismus
Mit einem Gesamtgehalt von ungefähr 70–150 mg stellt Kupfer nach Eisen und Zink das dritthäufigste Spurenelement beim Menschen dar. Kupfer kommt in vielen verschiedenen Organen vor, unter anderem im Skelett, im Gehirn, in den Muskeln und der Leber.
Kupfer hat eine Vielzahl von Aufgaben im menschlichen Körper und ist auch Teil von Enzymen (bisher 16 bekannte), wie zum Beispiel Superoxiddismutase, die Zellmembranen vor Schäden durch freie Radikale schützt. Somit ist es im weitesten Sinne auch ein Antioxidans. Hinzu kommt, dass Kupfer für den Elektronentransport zuständig ist (Energiegewinnung). Kupfer ist auch noch an der Bildung von Kollagen und Elastin im Bindegewebe beteiligt. Wichtig ist auch die Oxidation verschiedener Verbindungen mit Sauerstoff als Oxidationsmittel, die von Kupferenzymen katalysiert wird (wie Tyrosinase und Catecholoxidase), und etwa zur Bildung von Melaninen führt (vergleiche auch Albinismus).
Bei Kupfermangel können verschiedene Krankheiten auftreten, wie zum Beispiel das Menkes-Syndrom, das von John Hans Menkes zum ersten Mal entdeckt wurde. Eine weitere Erkrankung im Zusammenhang mit dem Kupferstoffwechsel ist der Morbus Wilson.

## Ursache
Die Menkes-Krankheit wird X-Chromosomal rezessiv vererbt und liegt an der Stelle X 13.3., so dass sie nur bei jungen Knaben auftritt, da diese ein einzelnes X-Chromosom besitzen. Bei Mädchen kann das Genprodukt vom zweiten, gesunden X-Chromosom in ausreichender Menge gebildet werden. Es liegt eine Mutation im ATP7A-Gen vor. Dieses Gen kodiert für ein intrazelluläres Kupfertransportprotein. Bei Mutationen ist die Kupferabgabe bei normaler Kupferaufnahme gestört. In der Folge ist die Aufnahme von Kupfer aus dem Darm ungenügend. Außerdem führt dies zu einer falschen Verteilung des Spurenelements mit erniedrigten Konzentrationen in Leber und Gehirn, jedoch erhöhten Konzentrationen in Darmzellen, Herz, Bauchspeicheldrüse und Nieren.
Die Verminderung der Aktivität verschiedener kupferabhängiger Enzyme (Cytochom-C-Oxidase, die in den Mitochondrien am Energiestoffwechsel beteiligt ist; Lysyl-Oxidase, welches für die Bildung des Bindegewebes zuständig ist; Superoxid-Dismutase, welches freie Radikale bindet; Dopamin-Beta-Hydroxlase ist für die Bildung wichtiger Neurotransmitter zuständig; Ascorbinsäure-Oxidase ist beim Skelettaufbau und der Pigmentierung beteiligt) führt zu den charakteristischen Symptomen einer fortschreitenden Schädigung des Gehirns und einer Bindgewebserkrankung.
Es sind verschiedene Verlaufsformen des Syndroms bekannt, die durch Mutationen an unterschiedlichen Stellen zustande kommen. Als mildeste Variante gilt das Okzipital-Horn Syndrom, bei dem die Gehirnentwicklung unauffällig oder nur minimal beeinträchtigt ist und das hauptsächlich Bindegewebsauffälligkeiten zeigt.

## Häufigkeit
Noch 1974 wurde nach australischen Schätzungen die Häufigkeit der Erkrankung auf 1:350.000 angegeben.
Neuere Schätzungen ergeben, dass etwa eins von 100.000 bis 150.000 männlichen Neugeborenen betroffen ist. Daraus würde sich für Deutschland die Zahl von etwa drei bis vier Erkrankungen pro Jahr errechnen.

## Symptome
Nach der Geburt sind in den ersten acht bis zehn Lebenswochen noch keine schwerwiegenden Symptome zu erkennen. Später stellen sich Fütterungsschwierigkeiten, Gedeihstörungen und Entwicklungsverzögerungen mit ausgeprägter Schwäche der Muskulatur ein. Die Beteiligung des Gehirns drückt sich zusätzlich in Bewegungsstörungen und epileptischen Anfällen aus. Das Bindegewebe ist in Form einer schlaffen, wenig elastischen Haut (Cutis laxa), einer seborrhoischen Dermatitis sowie einer charakteristischen Veränderung der Haare beteiligt. Die Haare sind nicht nur in typischer Weise gezackt und in sich gedreht (Pili torti), sondern auch brüchig (Trichorrhexis nodosa), schütter und meist weiß bis silber-grau. Davon sind auch die Augenbrauen und die Wimpern betroffen. Das Gesicht ist ausdruckslos mit hängenden Wangen und scheinbar großen Ohren. Am Skelett kann eine Trichterbrust auffallen. Häufig finden sich Nabel- oder Leistenbrüche. Im Harntrakt zeigen sich die Veränderungen in Form von Blasendivertikeln und erweiterten Harnleitern. Gefäße können insofern beteiligt sein, als sie auffällige Schlängelungen aufweisen. In seltenen schwersten Verlaufsformen, die schon in der Neugeborenenperiode tödlich enden, kommt es zu Gefäßveränderungen mit Hautblutungen und vielfachen Knochenfrakturen.

## Diagnostik
Der klinische Verdacht bei entsprechenden Symptomen kann durch die Bestimmung der Kupferspiegel in Urin und Serum sowie des Kupferspeicherproteins Caeruloplasmin im Serum erhärtet werden. Allerdings erschwert die Tatsache, dass diese Konzentrationen bei Neugeborenen ohnehin noch sehr niedrig sind, so dass es zu Überlappungen der Werte von Gesunden und Betroffenen kommen kann, eine frühe Diagnosestellung. Der gestörte Kupfer-Transport kann auch in vitro an Zellkulturen aus betroffenen Fibroblasten oder Lymphoblasten nachgewiesen werden, die nach Aufnahme markierter Kupferionen diese in vermindertem Umfang wieder abgeben. Die schnellste und sicherste Diagnosemöglichkeit stellt seit Entdeckung der genetischen Grundlage der Erkrankung die molekulargenetische Untersuchung des ATP7A-Gens mit Nachweis einer entsprechenden Mutation dar.
Auf Röntgenaufnahmen betroffener Kinder erkennt man Schaltknochen und Wirbelanomalien. Im EEG lassen sich deutliche Zeichen von Hypsarrhythmie finden. Histopathologisch entdeckt man auch eine fokale Degeneration der grauen und axonale Degeneration der weißen Substanz. Zelluntergänge im Thalamus und im Kleinhirn (Purkinje-Zellen) gehören auch zu den Symptomen. Unter dem Elektronenmikroskop sind Veränderungen an den Mitochondrien zu erkennen.

## Therapie
Da beim Menkes-Syndrom das Kupfer nicht vom Darm in den Körper weitergeleitet werden kann, muss es am Magen-Darm-Trakt vorbei (parenteral) verabreicht werden. Hierzu hat sich Kupferhistidinat nicht nur als wirksamste, sondern darüber hinaus als verträglichste Substanz erwiesen. Es kann in das Unterhautfettgewebe gespritzt werden, kommt als Kupfertransportprotein im Blut vor und kann über die Blut-Liquor-Schranke auch das Gehirn erreichen. Dabei ist ein früher Beginn der Behandlung möglichst vor Auftreten der Schädigung des Nervensystems entscheidend. Wenn bereits neurologische Symptome bestehen, kann Kupferhistidinat den fortschreitenden Krankheitsverlauf nicht mehr aufhalten. Allerdings ist selbst durch eine frühzeitige Kupferersatztherapie kein günstiger Verlauf garantiert. Kaler berichtet in seiner Arbeit über elf Kinder, bei denen die Behandlung im Alter von weniger als einem Monat begonnen wurde und von denen dennoch fünf verstarben. Von elf Kindern, die eine Therapie erst später begannen, starben sechs. Allerdings kann die Therapie mit Kupferhistidinat lediglich die neurologische Entwicklung der Kinder positiv beeinflussen. Die Manifestationen am Bindegewebe werden dadurch nicht verbessert.

## Prognose
Die Prognose hängt offenbar mehr noch als vom Zeitpunkt der Diagnosestellung und somit dem Therapiebeginn von der Art und Lokalisation der verursachenden Mutation im ATP7A-Gen ab. Nur wenige Patienten erreichen das Erwachsenenalter. Bei allen zeigen sich mehr oder weniger schwere Veränderungen des Bindegewebes.

## Geschichte
Schon in den 1930er-Jahren wurde die bedeutende Rolle von Kupfer für die Entwicklung des Nervensystems von Säugetieren deutlich, als australische Tierärzte einen Zusammenhang zwischen einem Kupfermangel und einem Markscheidenschwund bei ataktischen Lämmern herstellen konnten. Die Muttertiere hatten während der Tragzeit auf kupferarmen Weiden gegrast, der Nachwuchs litt an einem Verlust der Markscheiden (Demyelinisierung) und weiteren Veränderungen der Hirnstruktur. 1962 beschrieb John Hans Menkes fünf männliche Kinder einer Familie irischer Abstammung, die alle von einem charakteristischen Symptomenkomplex aus Abbau des Nervensystems, eigentümlichem Haar und Gedeihstörung betroffen waren. Bei Geburt noch unauffällig, entwickelten die Jungen später epileptische Anfälle und Entwicklungsrückschritte, bis sie schließlich im Alter von sieben Monaten bis dreieinhalb Jahren starben. In den frühen 1970er-Jahren fiel D. M. Danks auf, dass die ungewöhnlichen Haare der Kinder mit dem von Menkes beschriebenen Syndrom der spröden, brüchigen Wolle der australischen Schafe ähnelte, die auf kupferverarmten Böden grasten. Er bestimmte die Kupferkonzentration im Serum von sieben Menkes-Patienten und fand in allen Fällen erniedrigte Werte. Ebenso erniedrigt war der Gehalt des Kupfertransportproteins Caeruloplasmin. Nachdem schon der Stammbaum der ersten von Menkes beschriebenen Familie nahelegte, dass die Störung einem x-chromosomal rezessiven Erbgang folgt, wurde 1993 von verschiedenen Arbeitsgruppen das Menkes-Gen identifiziert. Diese bahnbrechende Entdeckung deckte schließlich auf, dass es sich bei dem Genprodukt um eine Kationen-transportierende ATPase handelt, die eine entscheidende Funktion im Transport von Ionen durch zelluläre und intrazelluläre Membranen hat.